# Fergusonina microcera
Fergusonina microcera är en tvåvingeart som beskrevs av Malloch 1924. Fergusonina microcera ingår i släktet Fergusonina och familjen Fergusoninidae. Inga underarter finns listade i Catalogue of Life.